# Арвидссон, Пер
Пер Арвидссон (швед. Pär Arvidsson; 27 февраля 1960) — шведский пловец, чемпион Олимпийских игр 1980 года, экс-рекордсмен мира.

## Карьера
На Олимпиаде 1976 года участвовал в эстафете 4×200 метров вольным стилем и в заплывах на 100 и 200 метров баттерфляем. На следующих Играх выиграл золото в плавании на 100 метров баттерфляем, опередив восточногерманца  Рогера Питтеля и испанца Давида Лопеса-Суберо. На дистанции 200 метров в финале занял 7-е место.
В 1978 году на чемпионате мира выиграл бронзовую медаль на дистанции 100 метров баттерфляем.